# Davidiaceae
Davidiaceae is een botanische naam, voor een familie van tweezaadlobbige planten. Een familie onder deze naam wordt zo af en toe erkend door systemen voor plantentaxonomie, zoals door het Dahlgrensysteem en Revealsysteem. Indien erkend gaat het om een heel kleine familie van eigenlijk alleen de zakdoekjesboom.
In de regel worden de betreffende planten ingedeeld in de familie Cornaceae of Nyssaceae.